# Karl Zettel

Karl Zettel

Heidenröslein. 21. Aufl. Einband

Karl Zettel (* 22. April 1831 in München; † 30. März 1904 ebenda) war ein deutscher Lehrer, Dichter und Herausgeber.
Nach dem Abitur 1848 am Wilhelmsgymnasium München studierte Zettel an der Universität München und absolvierte das Staatsexamen für das höhere Lehramt. Anschließend war er zunächst Privatlehrer und Hofmeister, sodann als Lehrer, Studienlehrer und Professor an Gymnasien in Eichstätt, München und Regensburg tätig. Er trat vorzeitig in den Ruhestand und lebte in München. Zettel gab eigene Dichtungen heraus und war einer der erfolgreichsten Anthologisten. Er gab u. a. heraus die Anthologien „Edelweiß. Für Frauensinn und Frauenherz“ (1869. 44. Aufl. 1896, 51.–56. Tsd. o. J.) mit einer zusätzlichen Miniaturausgabe (30. Aufl. 1896), „Heidenröslein. Lieder von Liebeslust und Frühlingsfreud'“ (1886. 22. Aufl. 1895, 95.–100. Tsd. 1900), „Ich denke Dein“ (1883. 39. Aufl. 1896) sowie „In zarte Frauenhand“ (1887. 10. Aufl. 1895). Anthologien wie das „Heidenröslein“ sind charakteristisch für kleinformatige Prachtausgaben im späten 19. Jahrhundert, die meist als Geschenk für Frauen gekauft wurden.